# Sugar Baby Rojas
Bebis José Rojas (Barranquilla, 2 de enero de 1961) más conocido como Sugar Baby Rojas es un boxeador profesional colombiano que ostentó los títulos lineal y supermosca del CMB.

## Trayectoria
El 8 de agosto de 1987,  ganó el campeonato mundial lineal y supermosca del CMB al derrotar a Santos Laciar de Argentina por decisión unánime . 